# Rehau Polymer
Rehau Polymer este o companie din Germania, specializată în realizarea produselor pe bază de polimeri pentru segmentele construcțiilor, industrial și auto.
Compania este subsidiara grupului german Rehau Verwaltungszentrale AG și este prezentă în 170 de locații din lume și are 14.000 de angajați.
A fost înființată în anul 1948 și se numără în prezent printre companiile internaționale de renume care oferă soluții pentru aproape toate domeniile economice.

## Rehau în România
Rehau este prezentă în România din 1996 și deține din 2003, o fabrică de țevi de PVC și polietilenă la Sibiu, restul produselor distribuite pe piața locală fiind importate. Compania deține 26% pe piața ferestrelor tip termopan și 10% din cea de țevi din România (august 2007).
Rehau vinde pe piața internă profile din PVC pentru uși și ferestre, sisteme pentru instalații prin pardoseală, sisteme pentru instalații exterioare, sisteme pentru industria mobilei, furtunuri, produse pentru industria auto, printre clienții săi numărându-se Metro și Porsche Romania.
Număr de angajați:
- 2009: 155[6]
- 2008: 180[6]

Cifra de afaceri:
| Anul          | 2009 | 2008 | 2007 | 2006 | 2004 | 2003 |
| ------------- | ---- | ---- | ---- | ---- | ---- | ---- |
| milioane euro | 45   | 72   | 65,8 | 49   | 27,5 | 14   |

Venit net în 2004: 4,2 milioane euro